# П'ятигорський трамвай
П'ятигорський трамвай — діюча трамвайна мережа у місті П'ятигорськ, Росія. Діє з 1 вересня 1903.

## Діючі маршрути на початок 2010-х
- № 1 Колгоспна площа — М'ясокомбінат
- № 2 5-й провулок — Біла Ромашка
- № 3 Скачки — вул. Георгіївська
- № 4 Біла Ромашка — вул. Георгіївська
- № 5 5-й провулок  — вул. Георгіївська
- № 6 Скачки — Біла Ромашка
- № 7 Колгоспна площа — мікрорайон Бештау
- № 8 мікрорайон Бештау — вул. Георгіївська

## Рухомий склад на початок 2010-х
| Діючий рухомий склад |             |             |
| Тип                  | Тип         | Штук        |
| Tatra T3SU           | Tatra T3SU  | 4 вагони.   |
| Tatra KT4SU          | Tatra KT4SU | 34 вагони   |
| Tatra T4D            | Tatra T4D   | 18 вагонів. |
| Tatra KT4D           | Tatra KT4D  | 8 вагонів   |
| Tatra KT4DM          | Tatra KT4DM | 3 вагони    |
| 71-615               | 71-615      | 11 вагонів  |

## Ресурси Інтернету
- Официальный сайт пятигорского трамвая